# 阮玉端良
綏祿公主阮玉端良（越南语：／；1842年—1894年），越南阮朝紹治帝第二十七女，生母順嬪黃氏穎。

## 生平
紹治二年（1842年），阮玉端良在順化皇城出生。嗣德十年（1857年），公主16歲，下嫁提督阮仲滔之子阮仲科。嗣德二十二年（1869年），嗣德帝封端良為綏祿公主。成泰六年（1894年），公主去世，壽五十三歲，諡美淑。
綏祿公主育有三子二女。